# کلارک بکهام
کلارک بکهام (به انگلیسی: Clark Beckham) (زاده ۱۵ مهٔ ۱۹۹۲)خواننده آمریکایی است.
او در فصل چهاردهم امریکن آیدل دوم شد.